# Obsjtina Rakovski
Obsjtina Rakovski (bulgariska: Община Раковски) är en kommun i Bulgarien.   Den ligger i regionen Plovdiv, i den centrala delen av landet, 140 km öster om huvudstaden Sofia.
Obsjtina Rakovski delas in i:
- Belozem
- Momino selo
- Strjama
- Tjalăkovi
- Sjisjmantsi
- Boljarino

Följande samhällen finns i Obsjtina Rakovski:
- Rakovski
- Bolyarino

Trakten runt Obsjtina Rakovski består till största delen av jordbruksmark. Runt Obsjtina Rakovski är det ganska tätbefolkat, med 104 invånare per kvadratkilometer.